# بيير فيليبون
بيير فيليبون (5 فبراير 1935

 في باريس) (بالفرنسية: Pierre Phelipon)‏ لاعب ومدرب كرة قدم فرنسي معتزل كان يجيد اللعب في خط الدفاع .

## المسيرة الرياضية
لعب في أندية باريس (حتى 1957) فرنسا (1957-1958) غرونوبل (1958-1959) روين (1959-1966) أنغوليم 1966-1969) باريس سان جيرمان (1969-1971) .
تولى تدريب أندية أنغوليم (1968-1969) باريس سان جيرمان (1969-1972) بوردو (1972-1974) كامبراي (1974-1976) تورز (1976-1981) تشالونز سور مارني (1981-1982) ريمس (1982-1985) ثم في فترة ثانية (1991-1992) .

## روابط خارجية
- بيير فيليبون على موقع قاعدة بيانات كرة القدم.إي يو (الإنجليزية)